# Moosacher Straße
Die Moosacher Straße ist eine ca. 1,8 km lange Allee im Münchner Stadtteil Am Riesenfeld sowie Teilstück des Äußeren Rings und des Äußeren Radlrings.

## Beschreibung
Die Moosacher Straße verläuft von der Triebstraße (Ecke Landshuter Allee) im Westen bis zum Frankfurter Ring (Ecke Schleißheimer Straße) im Osten. An der Moosacher Straße befindet sich der U-Bahnhof Oberwiesenfeld. An der Moosacher Straße 51 liegt ein Teil des Forschungs und Innovationszentrums von BMW, an der 81 liegt die Wohnanlage Moosacher Straße des Studentenwerks, an der 82 das MO82, ein 70 Meter hohes Hotelhochhaus. Gegenüber liegt ein Park&Ride-Parkplatz. Zwischen Moosacher Straße und Motorstraße liegt auch der Alte St.-Georgs-Platz, das historische Zentrum von Milbertshofen. Südlich der Moosacher Straße liegt der Olympiapark mit den München Caribes, der Zentralen Hochschulsportanlage, dem Olydorf, dem ehem. Bahnhof München Olympiastadion und der Olympia-Pressestadt. Im Norden liegt das Stadtviertel Oberwiesenfeld Nord, der Park am Oberwiesenfeld und der Hauptsitz der Knorr-Bremse AG und der Westwing Group AG sowie das Museum BMW Group Classic. Die Moosacher Straße kreuzen die Lerchenauer Straße und die Riesenfeldstraße. Dort liegt der Anhalter Platz mit einem Hochbunker. An der Moosacher Straße lag 1972 die Olympia-Pressestadt.
Sie ist nach dem im Westen anschließenden Stadtteil Moosach benannt.

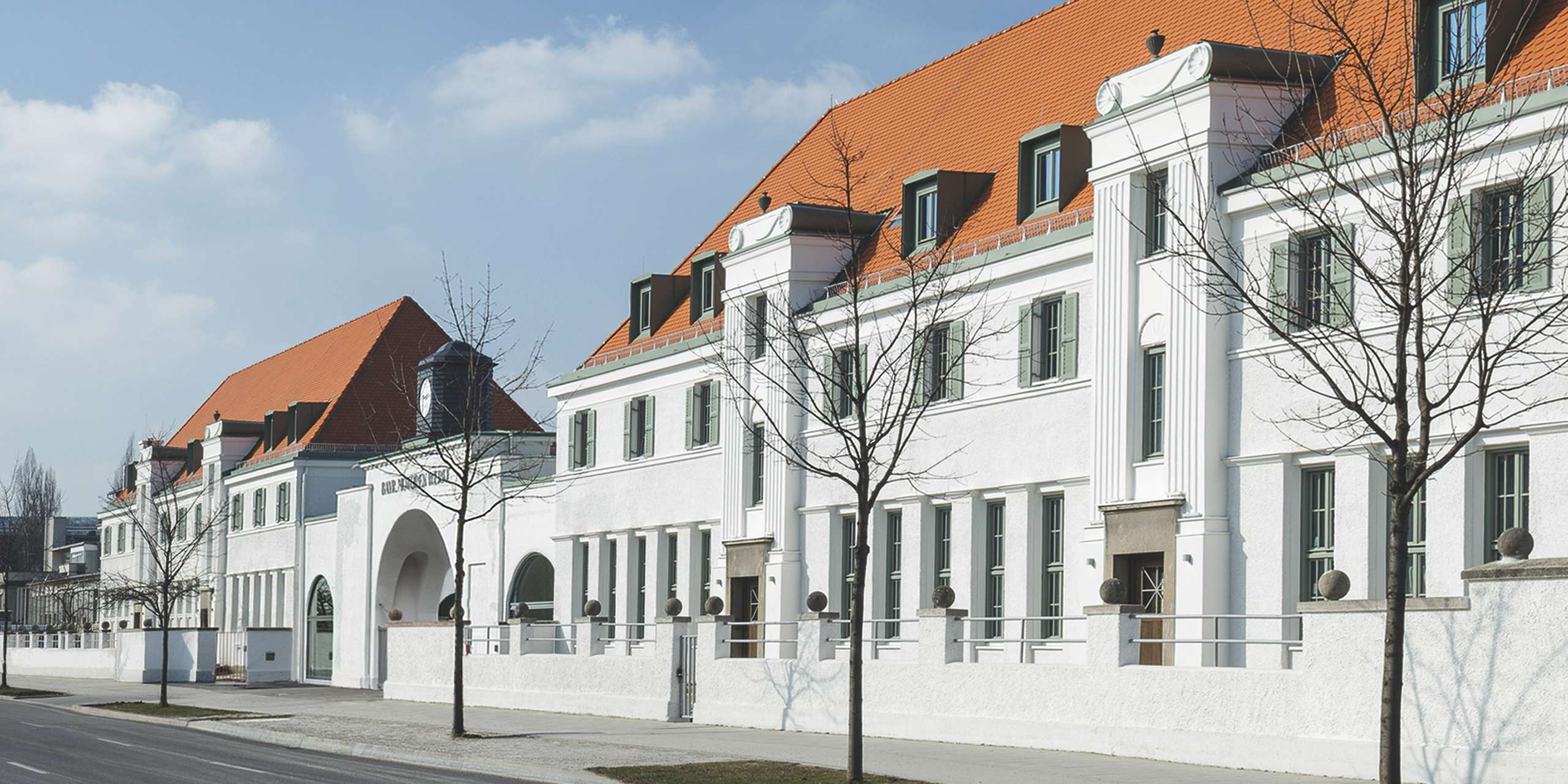
BMW Group Classic
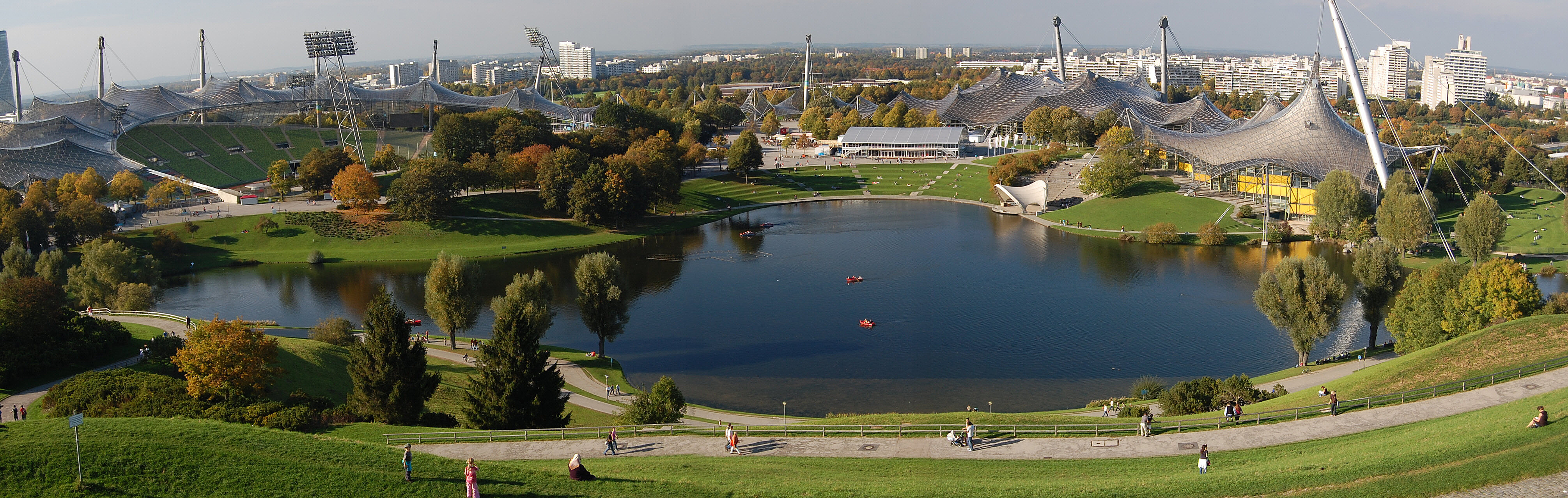
Olympiapark
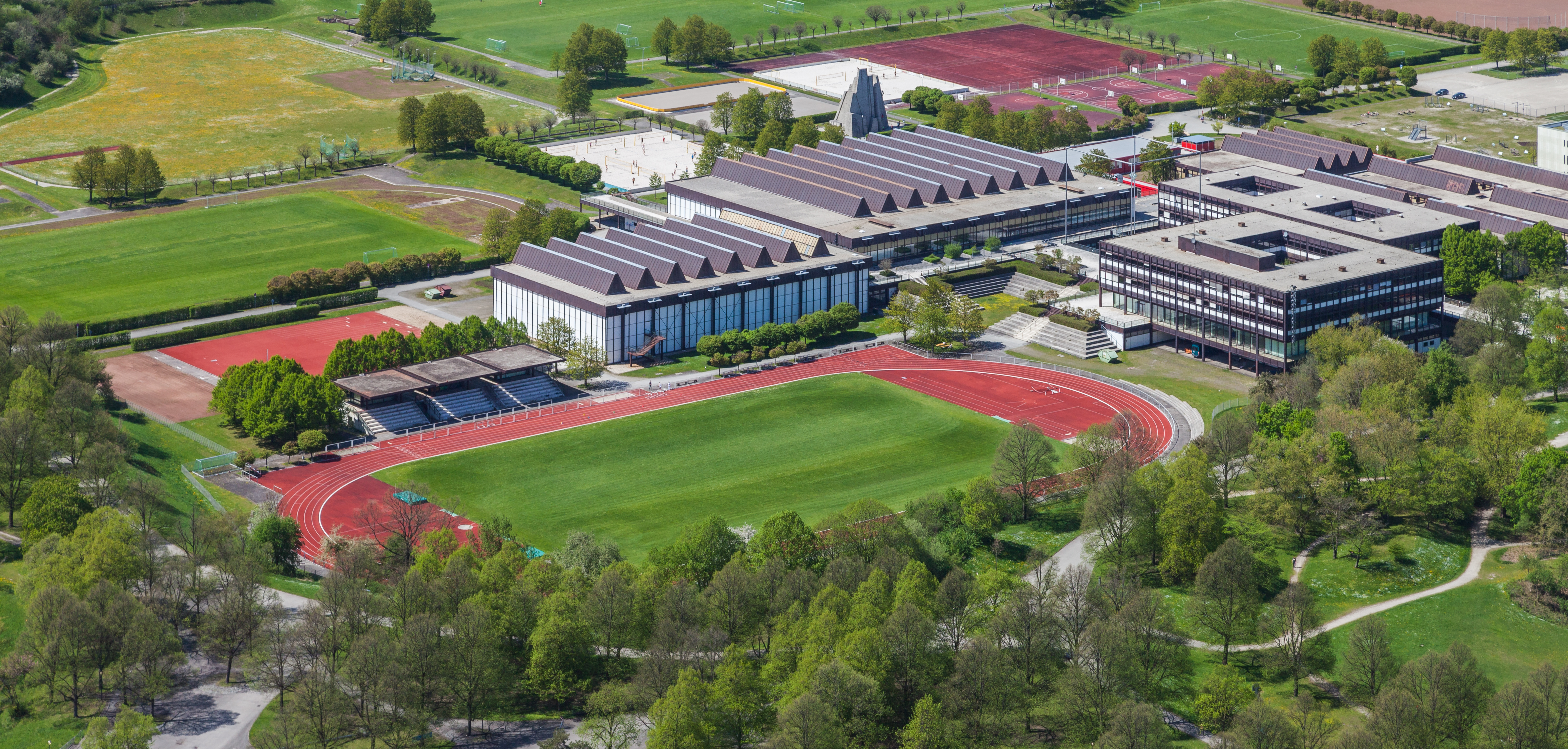
Zentrale Hochschulsportanlage
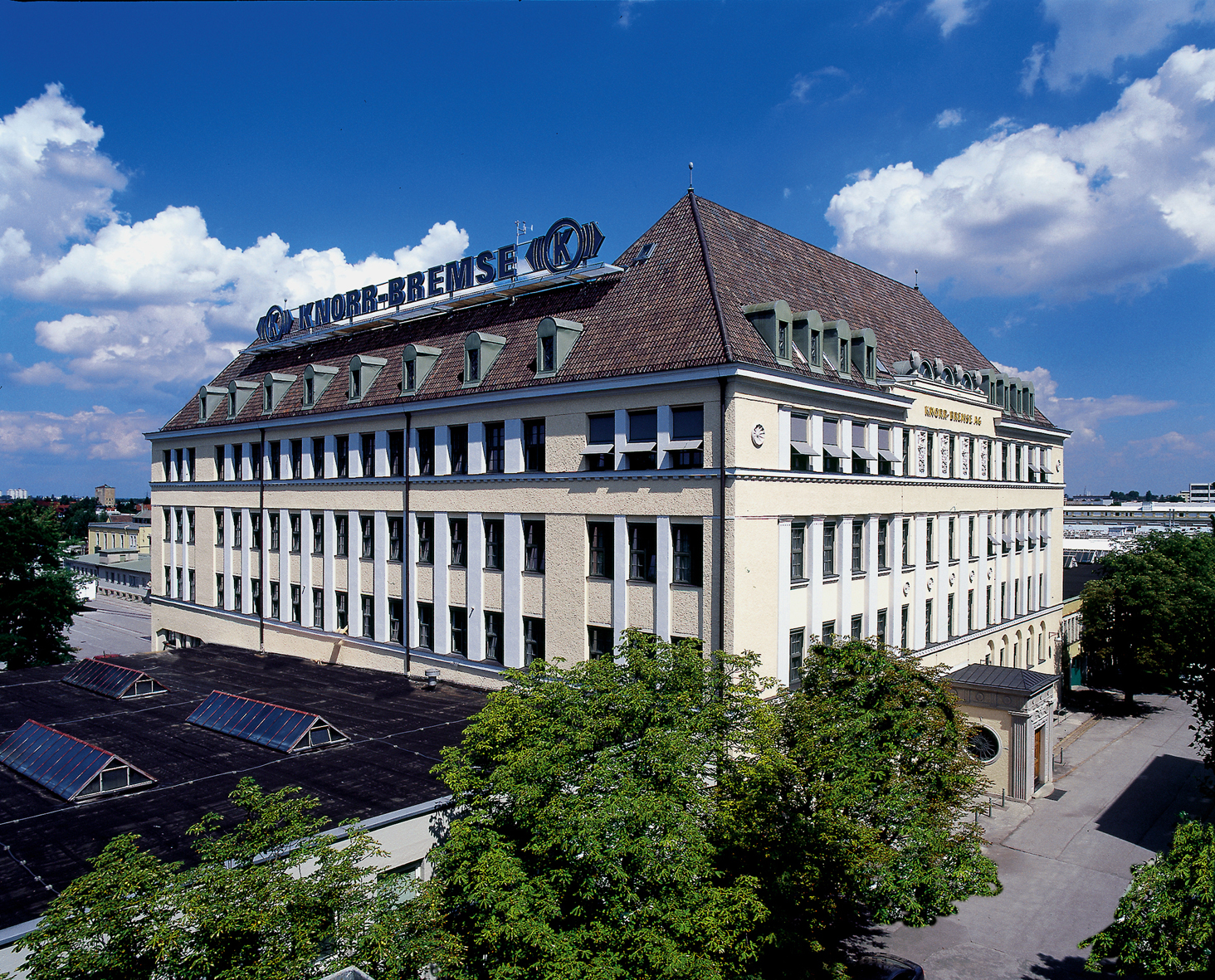
Knorr-Bremse
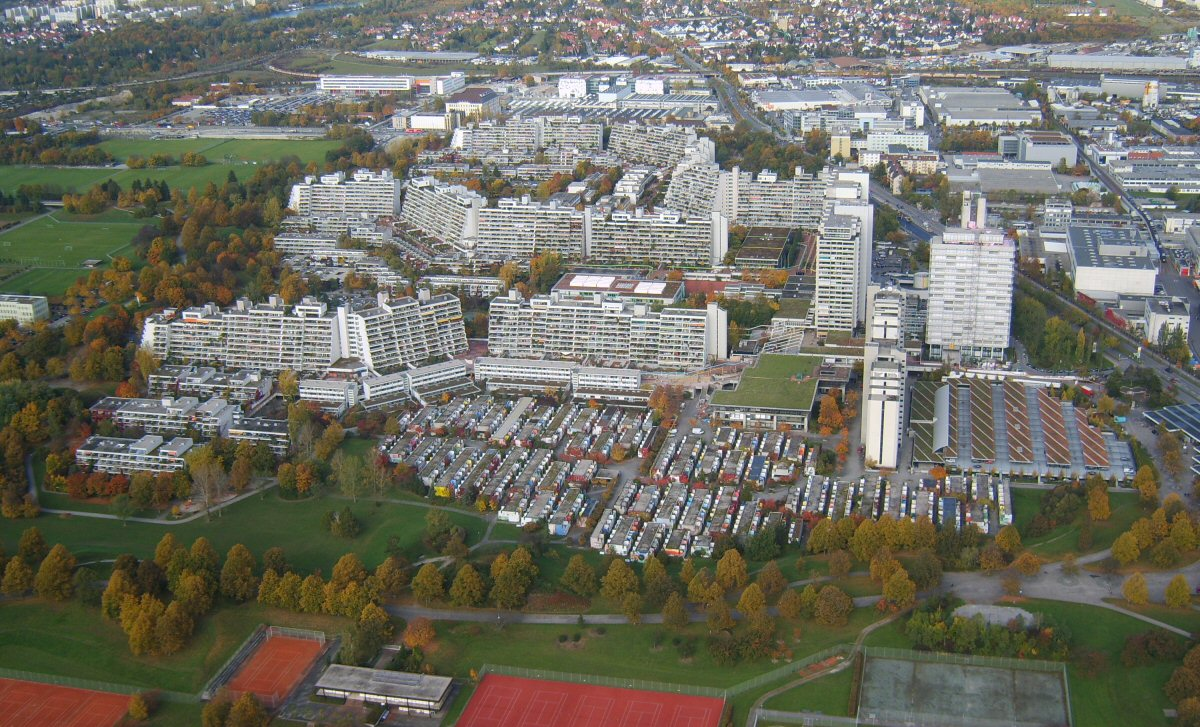
Olympisches Dorf
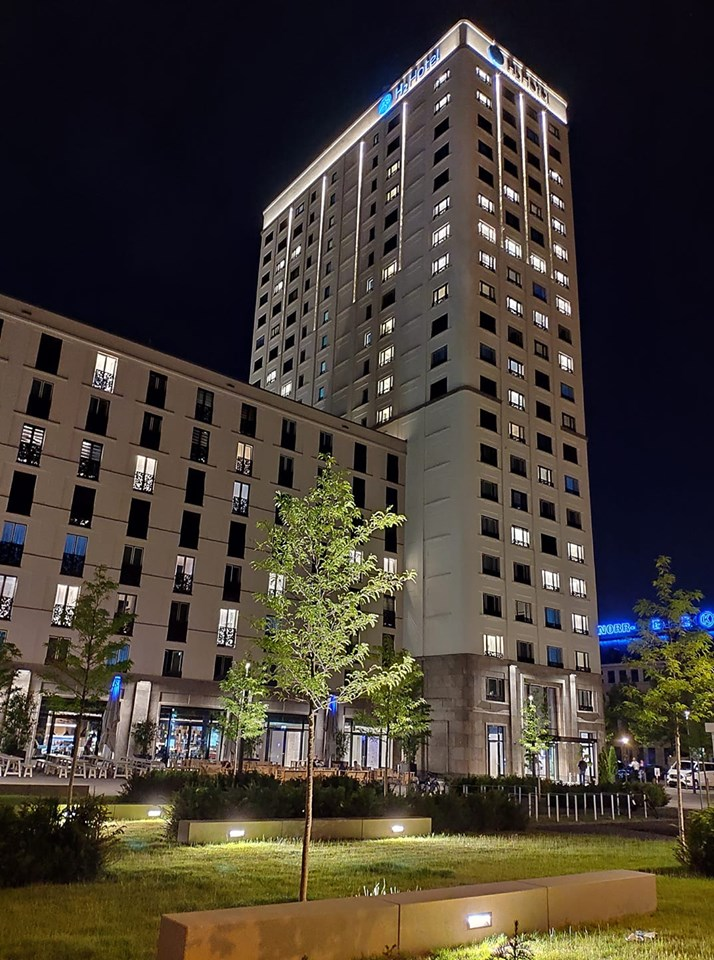
MO82
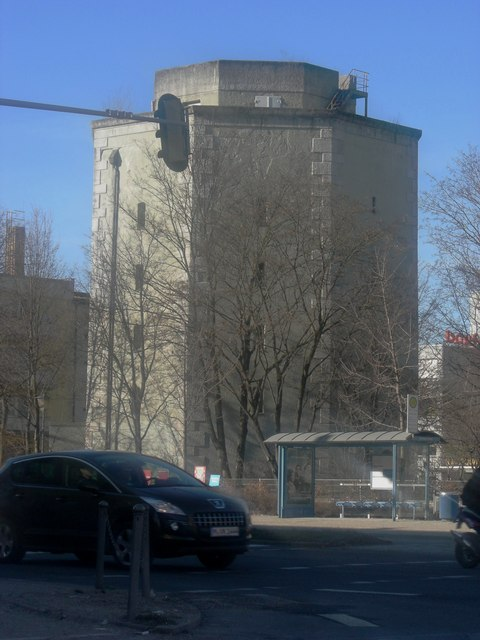
Hochbunker
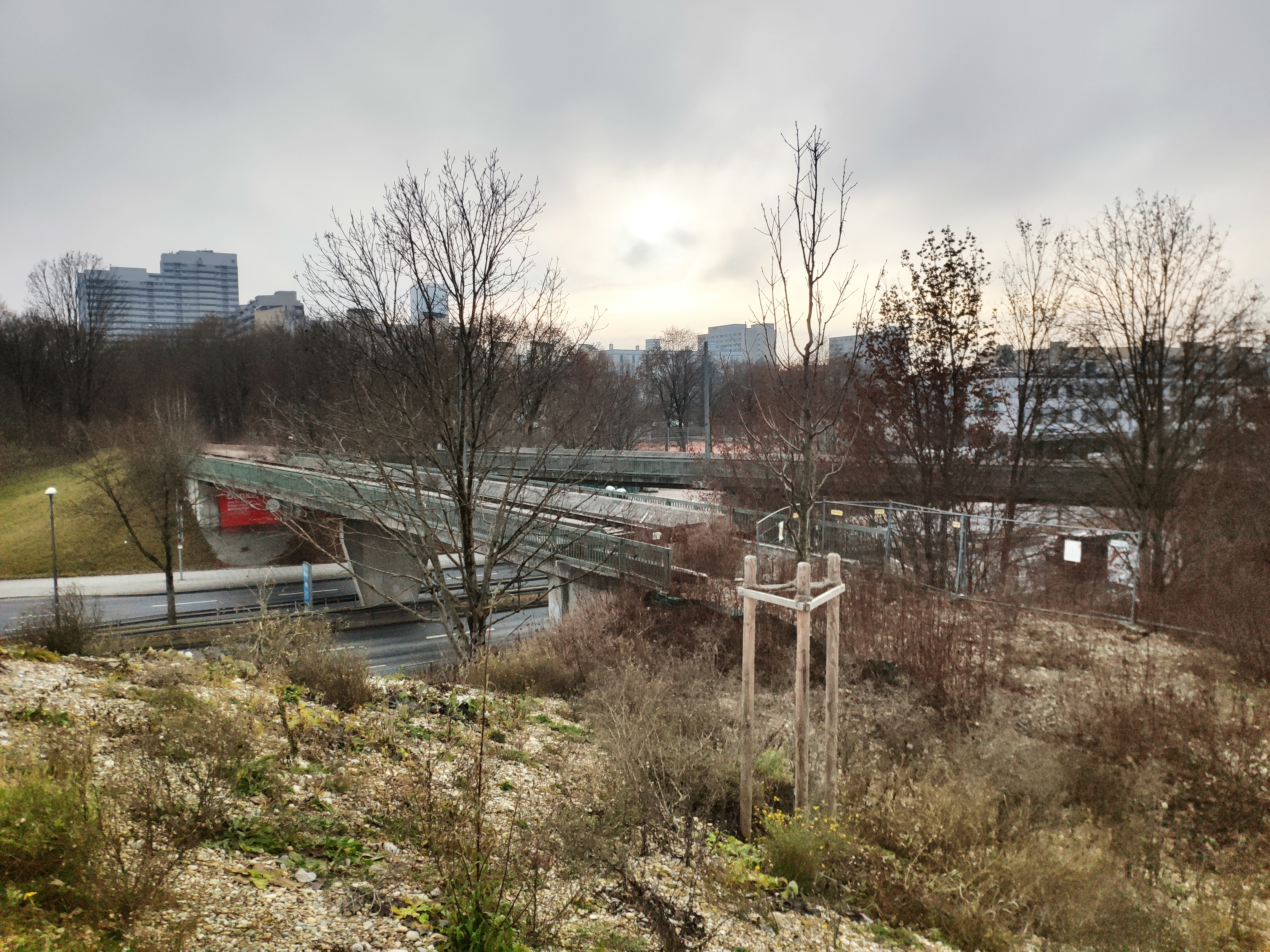
Park am Oberwiesenfeld mit Brücken über die Moosacher Straße zum Bahnhof München Olympiastadion
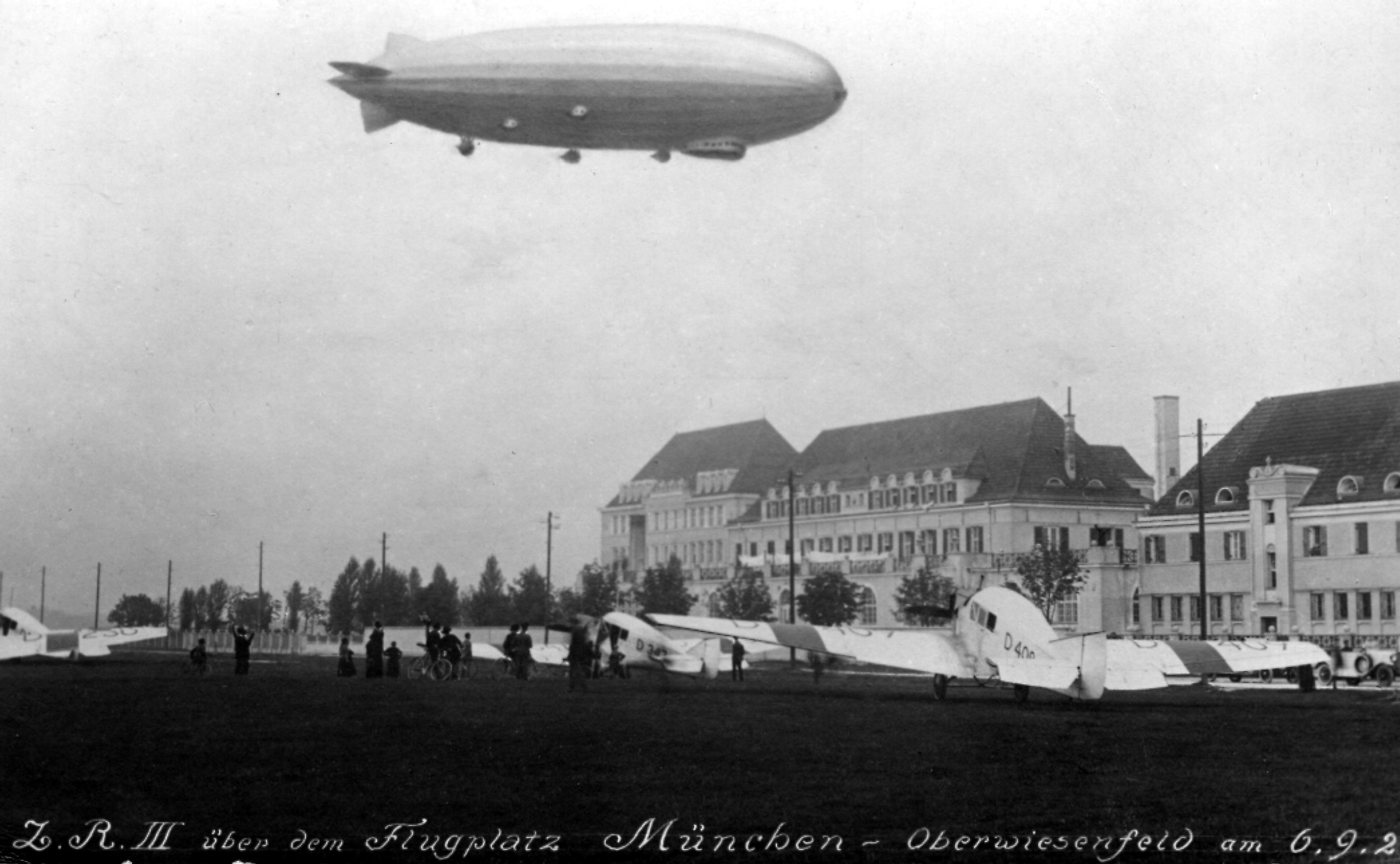
Zeppelin LZ 126 an der Moosacher Straße (1924)
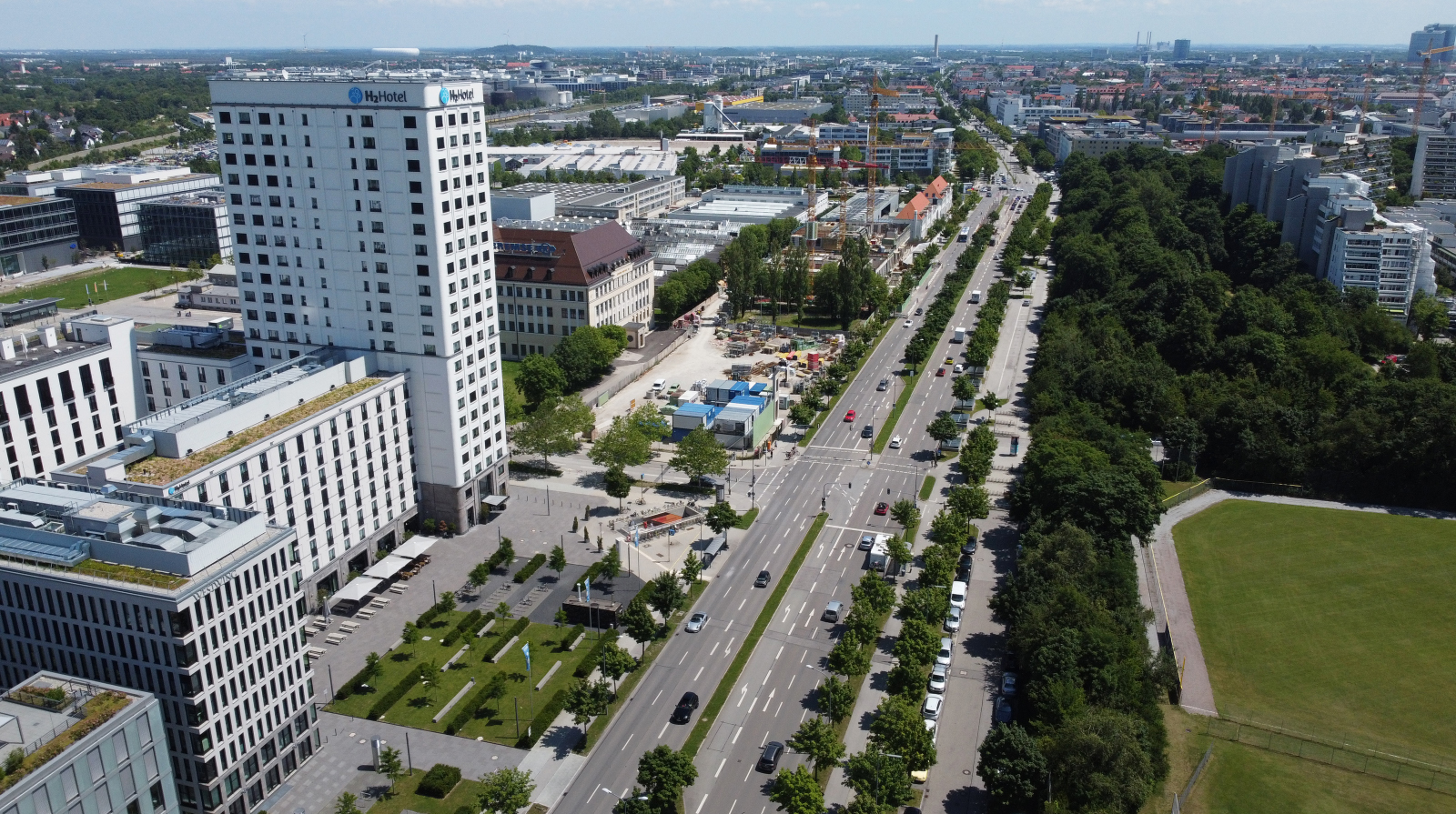
MO82-Hochhaus, Baustelle an der Moosacher Straße 80